# Rustdag
Individueel gezien is een rustdag of vrije dag een dag waarop niet wordt gewerkt. De andere dagen heten voor de betreffende persoon werkdagen.
Collectief gezien kan de rustdag een dag van de week zijn die voor de meeste mensen een rustdag is. 
In het jaar 321 n.Chr. riep keizer Constantijn de Grote per decreet de Dies Solis (dag van de zon, zondag) uit tot officiële rustdag in het West-Romeinse Rijk.
- In de westerse cultuur geldt sinds 321 n.Chr. de zondag als rustdag en voor sommige christenen ook wel als heilige dag. Tegenwoordig zijn maandag t/m vrijdag de werkdagen, en is er daarnaast het weekeinde.
- In de joodse cultuur is de rustdag de sjabbat (ongeveer van zonsondergang op vrijdag tot zonsondergang op zaterdag).
- In de islamitische cultuur geldt de vrijdag als zodanig, vanwege het vrijdaggebed. Het is echter geen expliciete rustdag.
- In de Theravada boeddhistische landen was de Uposatha vroeger de rustdag. Tegenwoordig echter hanteert men de westerse werkweek en bijbehorende rustdag.

In België wordt met rustdag ook soms de "sluitingsdag" bedoeld. Winkels en horecabedrijven die 's zondags open zijn, zijn verplicht in de week één dag te sluiten. Oorspronkelijk was dit bedoeld om de kleine zelfstandige in het midden- en kleinbedrijf ook zijn "rustdag" te garanderen.

## Sport
In de sport is gedurende toernooien en andere meerdaagse sportevenementen soms ook sprake van één of meerdere rustdagen. Dit zijn dagen waarop er geen wedstrijden plaatsvinden, teneinde de sporters extra ruimte te geven om energie op te doen voor het vervolg van het evenement.
Grote wielerrondes kennen bijvoorbeeld rustdagen en ook tijdens het tennistoernooi van Wimbledon is er de traditionele Middle Sunday, waarop niet wordt gespeeld.